# Rémuzat
Rémuzat là một xã thuộc tỉnh Drôme trong vùng Auvergne-Rhône-Alpes ở đông nam nước Pháp. Xã Rémuzat nằm ở khu vực có độ cao từ 425-1201 mét trên mực nước biển.